# Rhopalomeces femoralis
Rhopalomeces femoralis är en skalbaggsart som beskrevs av Schmidt 1922. Rhopalomeces femoralis ingår i släktet Rhopalomeces och familjen långhorningar. Inga underarter finns listade i Catalogue of Life.